# Władysław Hasior

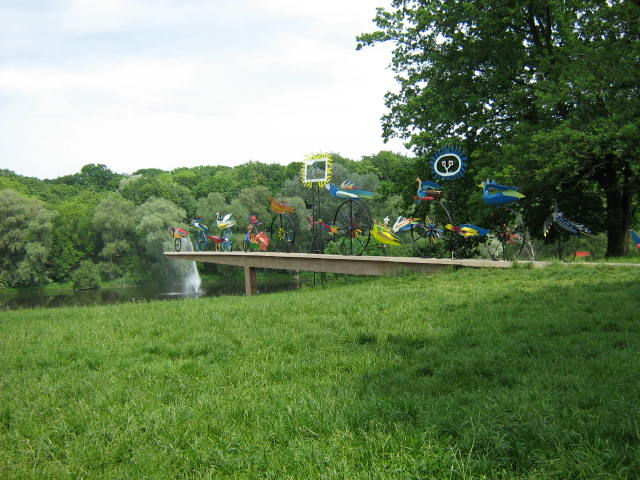
Eldfåglar i Szczecin

Władysław Hasior, född 14 maj 1928 i Nowy Sącz, död 14 juli 1999 i Kraków, var en polsk skulptör, målare och scenograf.
Władysław Hasior utbildade sig för Antoni Kenar på Statliga konstskolan i Zakopane 1947-52 och i skulptur på Konstakademien i Warszawa 1952–1958. Han vistades på ett franskt stipendium i Paris 1959–1960, där han studerade för Ossip Zadkine. Han hade sin första separatutställning 1961 i Judiska teatern i Warszawa. 
Władysław Hasiormuseet i Zakopane invigdes 1984. Det är en filial till Tatramuseet i Zakopane.

## Offentliga verk i urval
- Bergräddningstjänstens räddare, 1959, i Zakopane
- Partisanerna, 1964, stadsdelen Kuźnice i Zakopane
- Orgel, 1966, i Snozkapasset vid Czorsztyn
- Bränd Pietà, 1972, utanför Köpenhamn
- Eldfåglar, 1975, Kasprowiczparken i Szczecin
- Brinnande fåglar, 1977, i Koszalin
- Solspann, betong, andra hälften av 1970-talet, sluttningen vid slussen i Södertälje kanal i Södertälje[1]

## Fotogalleri

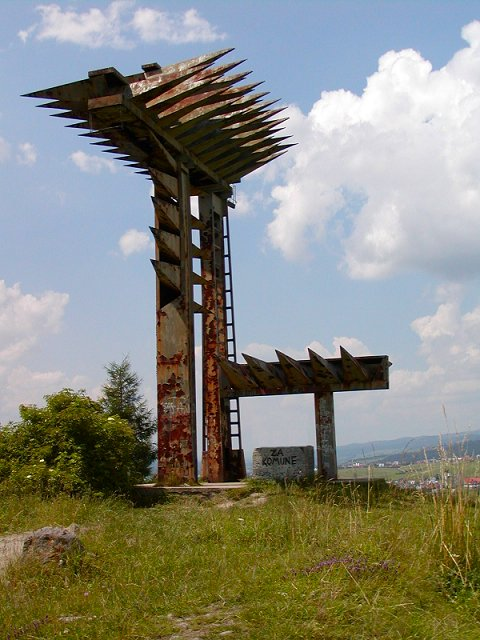
Orgel i Czorsztyn.
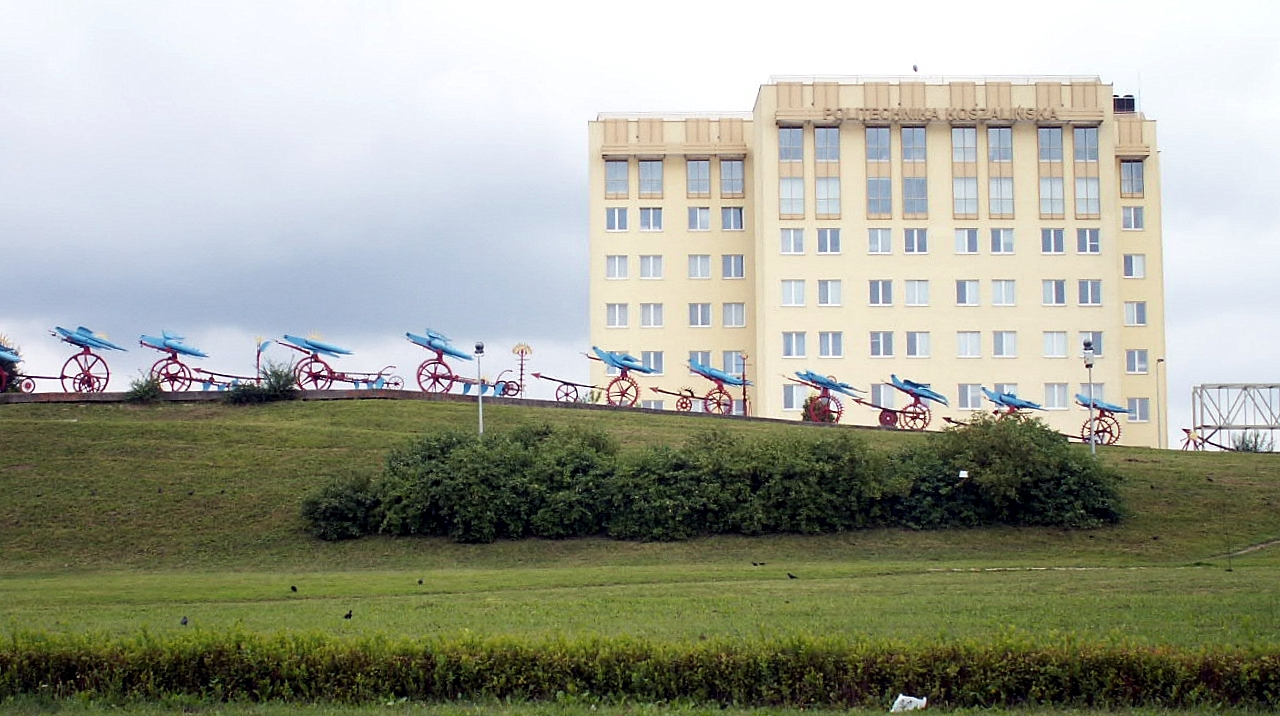
Brinnande fåglar i Koszalin.
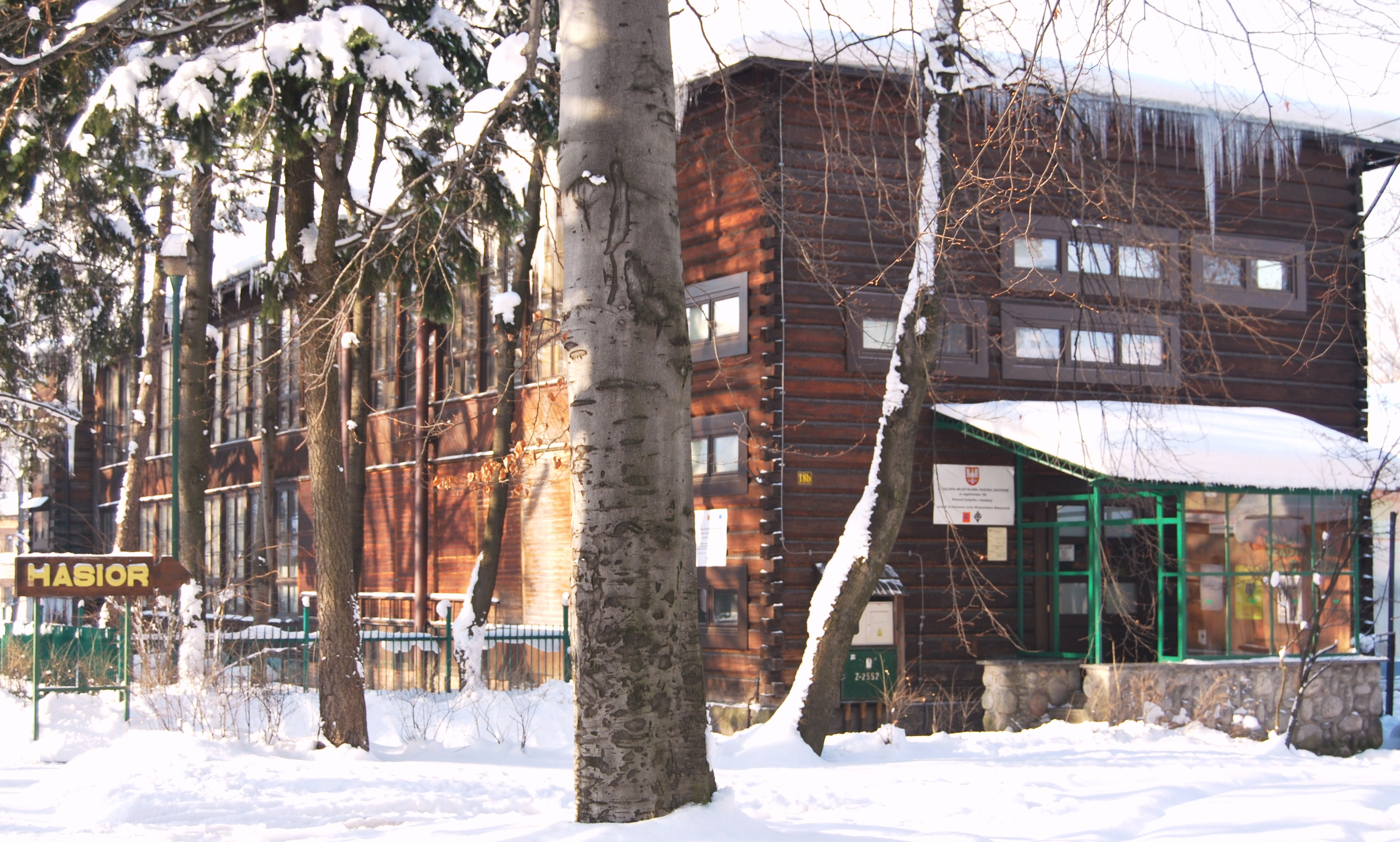
Władysław Hasiormuseet i Zakopane.